# Premierzy Prus
Od 1802 roku Christian von Haugwitz był pierwszym premierem Prus. Decyzję taka podjął ówczesny król pruski Fryderyk Wilhelm II Hohenzollern. Dotychczas nie było do końca określone, kto z ministrów jest najważniejszy. Mógł to być aktualny przewodniczący Generaldirektorium, lub urzędujący Minister Gabinetu, albo po prostu faktyczny naczelny wódz armii (np. Friedrich Wilhelm von Grumbkow w latach 1728–1739). Panujący w latach 1740–1786 Fryderyk Wielki sam w dużym stopniu był koordynatorem pracy gabinetu. Mniej zdolny jego następca musiał znaleźć kogoś innego do wykonywania tej pracy.

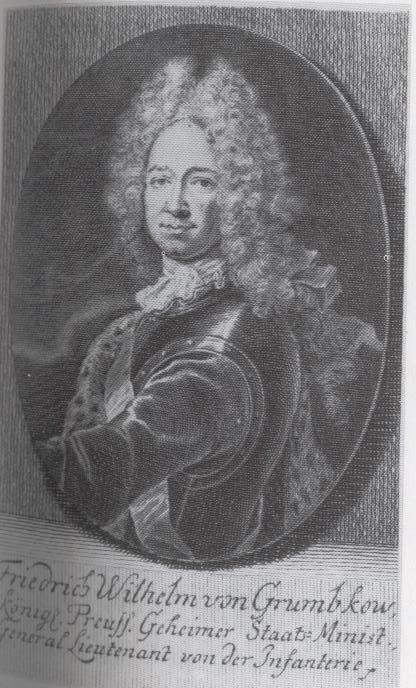
Friedrich Wilhelm von Grumbkow
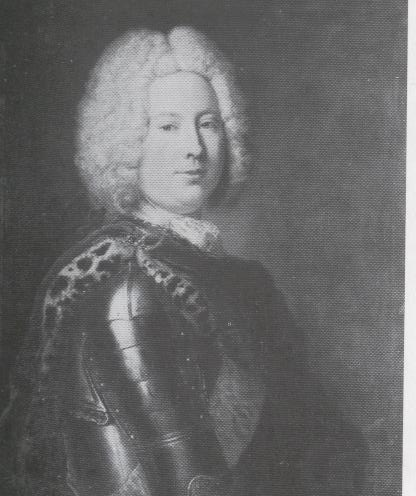
Heinrich von Podewils
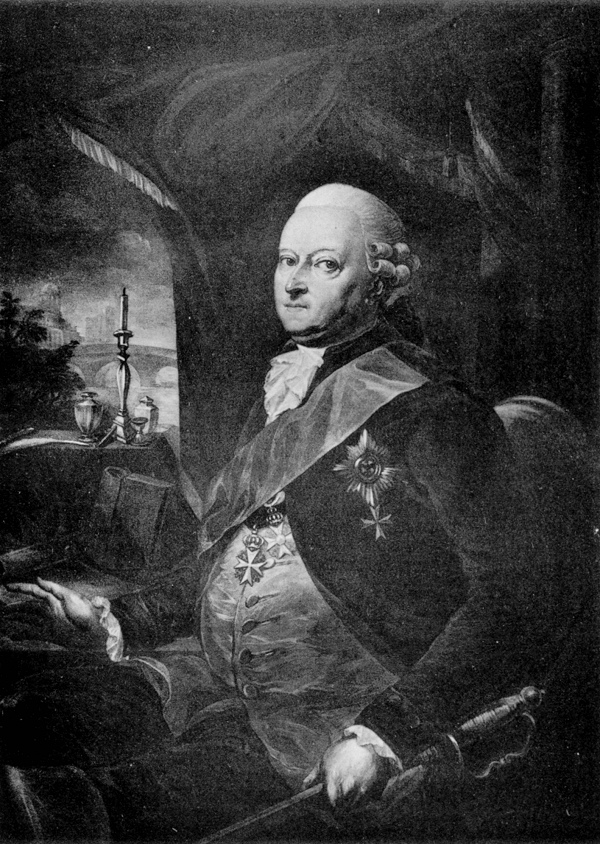
Karl Wilhelm von Finck und Finckenstein
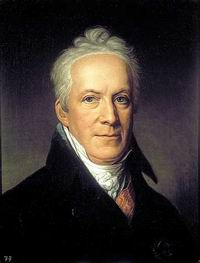
Karl August von Hardenberg
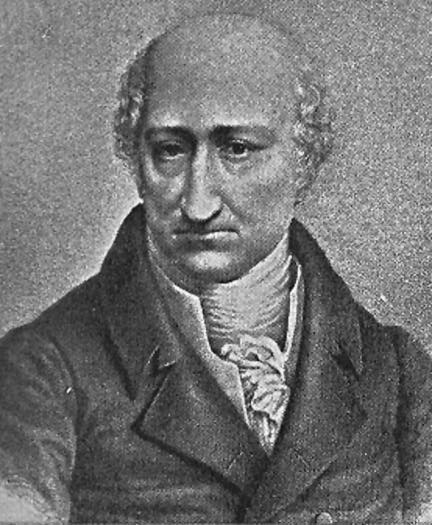
Heinrich Friedrich Karl vom und zum Stein
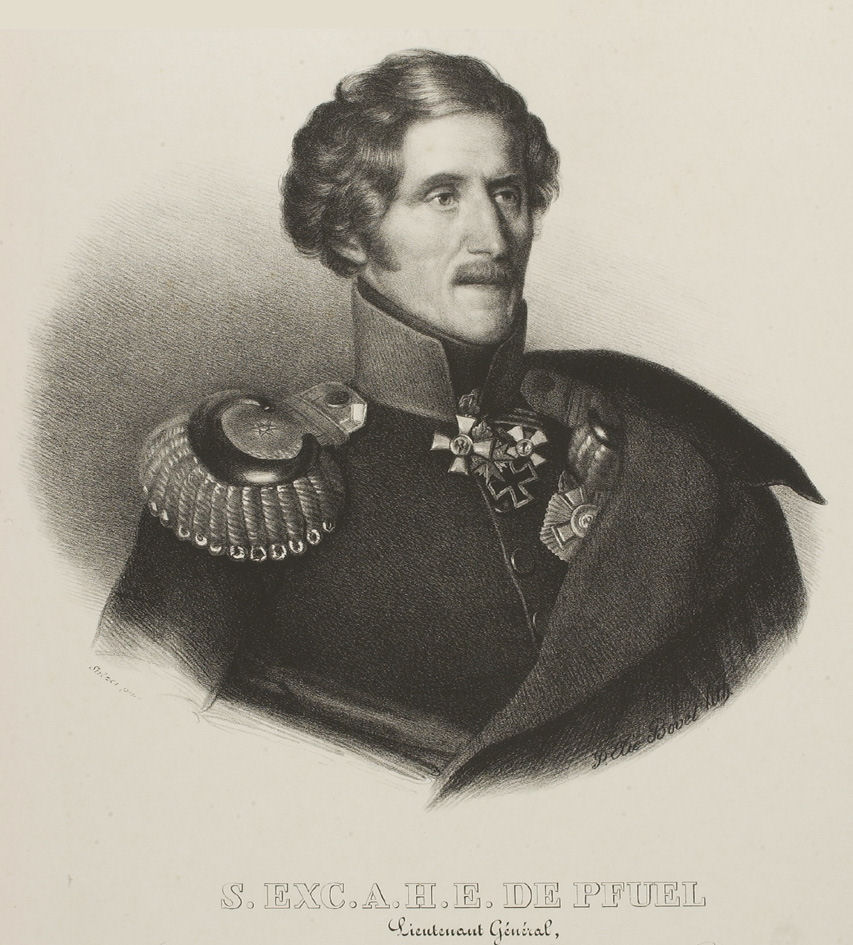
Ernst von Pfuel
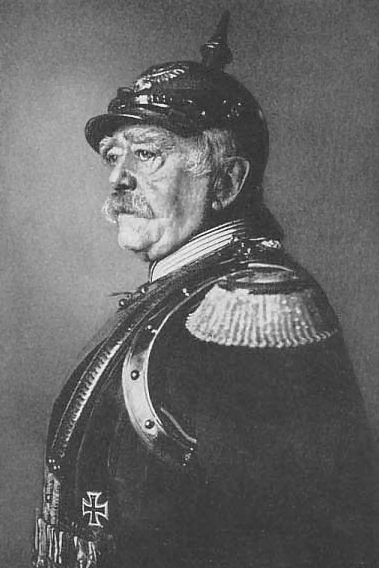
Otto von Bismarck
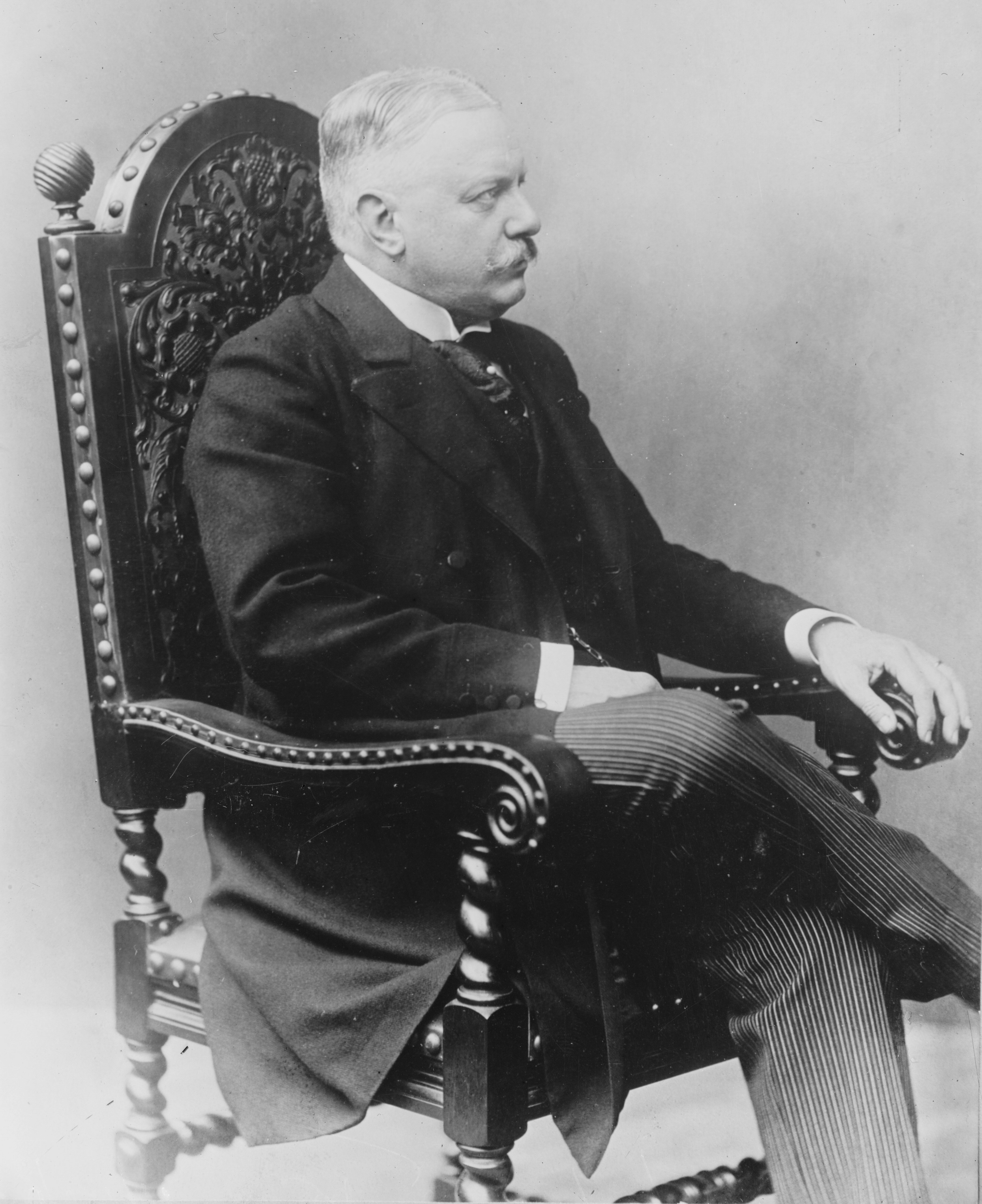
Bernhard von Bülow

## Pierwsi ministrowie ElektoratuBrandenburgii
| Lp. |  | Minister                | Data objęcia urzędu | Data złożenia urzędu |
| --- |  | ----------------------- | ------------------- | -------------------- |
| 1   |  | Eberhard von Danckelman | 1695                | 1697                 |

## Ministrowie stanu i premierzy Królestwa Prus
| Ministrowie stanu               | Ministrowie stanu | Ministrowie stanu                                  | Ministrowie stanu    | Ministrowie stanu    |
| #                               |                   | Minister                                           | Data objęcia urzędu  | Data złożenia urzędu |
| ------------------------------- | ----------------- | -------------------------------------------------- | -------------------- | -------------------- |
| 1                               |                   | Johann Kasimir Kolbe von Wartenberg                | 1702                 | 1711                 |
| 2                               |                   | Heinrich Rüdiger von Ilgen                         | 1711                 | 6 grudnia 1728       |
| 3                               |                   | Friedrich Wilhelm von Grumbkow                     | 6 grudnia 1728       | 18 marca 1739        |
| 4                               |                   | Heinrich von Podewils                              | 18 marca 1739        | czerwiec 1749        |
| 5                               |                   | Georg Dietloff von Arnim-Boitzenburg               | czerwiec 1749        | 20 października 1753 |
| 6                               |                   | Karl Wilhelm Finck von Finckenstein                | 3 czerwca 1749       | 1777                 |
| 7                               |                   | Friedrich Anton von Heynitz                        | 9 września 1777      | 15 maja 1802         |
| 8                               |                   | Friedrich Wilhelm von Arnim                        | 8 listopada 1786     | 1798                 |
| 9                               |                   | Christian von Haugwitz                             | maj 1802             | kwiecień 1804        |
| 10                              |                   | Karl August von Hardenberg                         | kwiecień 1804        | luty 1806            |
| 11                              |                   | Christian von Haugwitz                             | luty 1806            | listopad 1806        |
| 12                              |                   | Karl Friedrich von Beyme                           | listopad 1806        | 26 kwietnia 1807     |
| 13                              |                   | Karl August von Hardenberg                         | 26 kwietnia 1807     | 14 lipca 1807        |
| 14                              |                   | Heinrich Friedrich Karl vom und zum Stein          | 3 października 1807  | 24 listopada 1808    |
| 15                              |                   | Friedrich Ferdinand Alexander zu Dohna-Schlobitten | 24 listopada 1808    | 4 czerwca 1810       |
| 16                              |                   | Karl August von Hardenberg                         | 4 czerwca 1810       | czerwiec 1822        |
| 17                              |                   | Otto Karl Friedrich von Voß                        | czerwiec 1822        | 30 czerwca 1823      |
| 18                              |                   | Karl Friedrich Heinrich von Wylich und Lottum      | 30 czerwca 1823      | 14 lutego 1841       |
| 19                              |                   | Ludwig Gustav von Thile                            | 9 marca 1841         | 19 marca 1848        |
| Premierzy (Ministerpräsidenten) |                   |                                                    |                      |                      |
| 20                              |                   | Adolf von Arnim-Boitzenburg                        | 19 marca 1848        | 29 marca 1848        |
| 21                              |                   | Gottfried Ludolf Camphausen                        | 29 marca 1848        | 25 czerwca 1848      |
| 22                              |                   | Rudolf von Auerswald                               | 25 czerwca 1848      | 21 września 1848     |
| 23                              |                   | Ernst von Pfuel                                    | 21 września 1848     | 1 listopada 1848     |
| 24                              |                   | Friedrich Wilhelm von Brandenburg                  | 2 listopada 1848     | 6 listopada 1850     |
| 25                              |                   | Otto von Manteuffel                                | 19 grudnia 1850      | 6 listopada 1858     |
| 26                              |                   | Karl Anton von Hohenzollern-Sigmaringen            | 6 listopada 1858     | 12 marca 1862        |
| 27                              |                   | Adolf zu Hohenlohe-Ingelfingen                     | 12 marca 1862        | 23 września 1862     |
| 28                              |                   | Otto von Bismarck                                  | 23 września 1862     | 1 stycznia 1873      |
| 29                              |                   | Albrecht von Roon                                  | 1 stycznia 1873      | 9 listopada 1873     |
| 30                              |                   | Otto von Bismarck                                  | 9 listopada 1873     | 20 marca 1890        |
| 31                              |                   | Leo von Caprivi                                    | 20 marca 1890        | 23 marca 1892        |
| 32                              |                   | Botho zu Eulenburg                                 | 23 marca 1892        | 29 października 1894 |
| 33                              |                   | Chlodwig zu Hohenlohe-Schillingsfürst              | 29 października 1894 | 17 października 1900 |
| 34                              |                   | Bernhard von Bülow                                 | 17 października 1900 | 14 lipca 1909        |
| 35                              |                   | Theobald von Bethmann-Hollweg                      | 14 lipca 1909        | 16 lipca 1917        |
| 36                              |                   | Georg Michaelis                                    | 16 lipca 1917        | 2 grudnia 1917       |
| 37                              |                   | Georg von Hertling                                 | 2 grudnia 1917       | 3 października 1918  |
| 38                              |                   | Maximilian von Baden                               | 3 października 1918  | 9 listopada 1918     |
| 39                              |                   | Friedrich Ebert                                    | 9 listopada 1918     | 11 listopada 1918    |
| 40                              |                   | Paul Hirsch                                        | 11 listopada 1918    | 27 marca 1920        |
| 41                              |                   | Otto Braun                                         | 27 marca 1920        | 21 kwietnia 1921     |
| 42                              |                   | Adam Stegerwald                                    | 21 kwietnia 1921     | 5 listopada 1921     |
| 43                              |                   | Otto Braun                                         | 5 listopada 1921     | 18 lutego 1925       |
| 44                              |                   | Wilhelm Marx                                       | 18 lutego 1925       | 6 kwietnia 1925      |
| 45                              |                   | Otto Braun                                         | 6 kwietnia 1925      | 20 lipca 1932        |
| 46                              |                   | Franz von Papen                                    | 20 lipca 1932        | 3 grudnia 1932       |
| 47                              |                   | Kurt von Schleicher                                | 3 grudnia 1932       | 28 stycznia 1933     |
| 48                              |                   | Franz von Papen                                    | 30 stycznia 1933     | 10 kwietnia 1933     |
| 49                              |                   | Hermann Göring                                     | 10 kwietnia 1933     | 23 kwietnia 1945     |